# 瘤冠麻
瘤冠麻（学名：Cypholophus moluccanus）是荨麻科瘤冠麻属的植物。分布在印度尼西亚、夏威夷群岛、菲律宾、台湾岛等地，多生长于低山地区湿润处，目前尚未由人工引种栽培。